# بچه جایگزین (فیلم)
بچه جایگزین (به انگلیسی: Changeling) فیلمی جنایی درام آمریکایی به کارگردانی کلینت ایستوود و نویسندگی جی. مایکل استرکزینسکی است که دربارهٔ یک داستان واقعی رخ داده در دهه ۱۹۲۰ میلادی می‌باشد.

## داستان

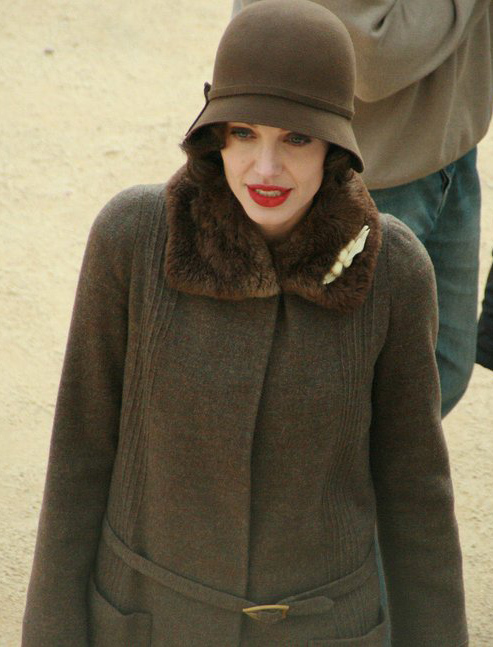
آنجلینا جولی در صحنه فیلمبرداری فیلم

سال ۱۹۲۸، در لس‌آنجلس، کریستین کالینز (آنجلینا جولی)، مادر مجرد مجبور می‌شود برای رفتن به سر کار، پسر ۹ ساله‌اش والتر را در خانه تنها بگذارد. اما زمانی که بازمی‌گردد، والتر را در خانه نمی‌یابد. جستجوهایش نتیجه نمی‌دهد و مراجعه‌اش به پلیس نیز سود چندانی ندارد. اما خطابه کشیش گوستاو برایگلب دربارهٔ فساد، بی‌لیاقتی و سهل‌انگاری پلیس لس‌آنجلس سبب می‌شود تا رئیس پلیس و مأمورین پرونده تلاش خود را چند برابر کنند. چند ماه بعد، پلیس به کریستین اطلاع می‌دهد فرزندش زنده در شهری دیگر یافته شده‌است. اما زمانی که کریستین برای تحویل گرفتن پسرش در مراسم برگزار شده توسط پلیس در ایستگاه راه‌آهن حاضر می‌شود، خود را با بچه‌ای اشتباهی روبرو می‌بیند.
کریستین ابتدا از پذیرش این بچه امتناع می‌کند، ولی اصرارها و فشارهای سروان جونز باعث می‌شود تا او آن بچه اشتباهی را به خانه ببرد. قد کوتاهتر و رفتار اشتباه کودک بر نظریه کریستین صحه گذاشته و بعد از گفتگو با معلم و دکتردندانپزشک وی بار دیگر نزد جونز می‌رود. جونز که آبروی اداره پلیس را در خطر می‌بیند، مقدمات دستگیری و انتقال کریستین را به یک آسایشگاه روانی فراهم می‌کند. کریستین توسط مدیر آسایشگاه برای امضای سندی مبنی بر پذیرش این بچه اشتباهی به جای والتر تحت فشار قرار می‌گیرد. در این میان، دستگیر شدن تصادفی قاتلی به اتهام کشتن بیست کودک و اینکه قاتل اذعان می‌کند یکی از قربانیان والتر بوده داستان را به نفع کریستین تغییر می‌دهد. پیگیری‌های برایگلب سبب آزادی کریستین از آسایشگاه می‌شود و نقشه پلیس برای بستن سریع پرونده فاش می‌شود. با این که همه یقین دارند والتر در میان کودکان کشته شده‌است، ولی کریستین هنوز امیدش را از دست نداده‌است و فکر می‌کند والتر به نحوی زنده مانده و این امید به زندگی را در او روشن نگه می‌دارد.

## جوایز و نامزدی‌ها
بازی آنجلینا جولی در نقش کریستین کالینز مورد تقدیر قرار گرفت و او را نامزد جوایز مهمی از جمله اسکار، گلدن گلوب و بفتا کرد.
این فیلم نامزد نخل طلای بهترین فیلم شد.
جوایز و نامزدی‌های فیلم
نامزد اسکار بهترین بازیگر نقش اول زن
نامزد گلدن گلوب بهترین بازیگر نقش اول زن فیلم درام
نامزد بفتای بهترین بازیگر نقش اول زن
نامزد بفتای بهترین کارگردانی
نامزد بفتای بهترین فیلمنامه اورجینال
نامنزد بفتای بهترین فیلمبرداری
نامزد بفتای بهترین طراحی لباس
نامزد بفتای بهترین تدوین
نامزد بفتای بهترین صدا
نامزد بفتای بهترین طراحی تولید